# Llista de capitals al Japó
Una capital prefectural és una ciutat on es localitza un govern prefectural i una assemblea.

## Japó
Al Japó, una capital prefectural s'anomena oficialment todōfukenchō shozaichi (都道府県庁所在地, "seu del govern prefectural").

### Llista de capitals prefecturals
| Capital    | Prefectura | Regió    | Illa         | Població  | ISO   | Estatus          |
| ---------- | ---------- | -------- | ------------ | --------- | ----- | ---------------- |
| Akita      | Akita      | Tōhoku   | Honshū       | 327.651   | JP-05 | Ciutat-nucli     |
| Aomori     | Aomori     | Tōhoku   | Honshū       | 304.657   | JP-02 | Ciutat-nucli     |
| Chiba      | Chiba      | Kantō    | Honshū       | 943.568   | JP-12 | Ciutat designada |
| Fukui      | Fukui      | Chūbu    | Honshū       | 268.210   | JP-18 | Ciutat especial  |
| Fukuoka    | Fukuoka    | Kyūshū   | Kyūshū       | 1.434.650 | JP-40 | Ciutat designada |
| Fukushima  | Fukushima  | Tōhoku   | Honshū       | 288.602   | JP-07 | Ciutat           |
| Gifu       | Gifu       | Chūbu    | Honshū       | 411.753   | JP-21 | Ciutat-nucli     |
| Hiroshima  | Hiroshima  | Chūgoku  | Honshū       | 1.164.885 | JP-34 | Ciutat designada |
| Kagoshima  | Kagoshima  | Kyūshū   | Kyūshū       | 604.268   | JP-46 | Ciutat-nucli     |
| Kanazawa   | Ishikawa   | Chūbu    | Honshū       | 455.952   | JP-17 | Ciutat-nucli     |
| Kōbe       | Hyōgo      | Kansai   | Honshū       | 1.532.305 | JP-28 | Ciutat designada |
| Kōchi      | Kōchi      | Shikoku  | Shikoku      | 345.418   | JP-39 | Ciutat-nucli     |
| Kōfu       | Yamanashi  | Chūbu    | Honshū       | 198.757   | JP-19 | Ciutat especial  |
| Kumamoto   | Kumamoto   | Kyūshū   | Kyūshū       | 670.014   | JP-43 | Ciutat-nucli     |
| Kyōto      | Kyōto      | Kansai   | Honshū       | 1.468.065 | JP-26 | Ciutat designada |
| Maebashi   | Gunma      | Kantō    | Honshū       | 317.167   | JP-10 | Ciutat-nucli     |
| Matsue     | Shimane    | Chūgoku  | Honshū       | 195.008   | JP-32 | Ciutat especial  |
| Matsuyama  | Ehime      | Shikoku  | Shikoku      | 514.771   | JP-38 | Ciutat-nucli     |
| Mito       | Ibaraki    | Kantō    | Honshū       | 263.299   | JP-08 | Ciutat especial  |
| Miyazaki   | Miyazaki   | Kyūshū   | Kyūshū       | 368.984   | JP-45 | Ciutat-nucli     |
| Morioka    | Iwate      | Tōhoku   | Honshū       | 298.959   | JP-03 | Ciutat-nucli     |
| Nagano     | Nagano     | Chūbu    | Honshū       | 377.328   | JP-20 | Ciutat-nucli     |
| Nagasaki   | Nagasaki   | Kyūshū   | Kyūshū       | 446.551   | JP-42 | Ciutat-nucli     |
| Nagoya     | Aichi      | Chūbu    | Honshū       | 2.243.564 | JP-23 | Ciutat designada |
| Naha       | Okinawa    | Kyūshū   | Illes Ryūkyū | 313.436   | JP-47 | Ciutat-nucli     |
| Nara       | Nara       | Kansai   | Honshū       | 366.863   | JP-29 | Ciutat-nucli     |
| Niigata    | Niigata    | Chūbu    | Honshū       | 811.613   | JP-15 | Ciutat designada |
| Ōita       | Ōita       | Kyūshū   | Kyūshū       | 467.617   | JP-44 | Ciutat-nucli     |
| Okayama    | Okayama    | Chūgoku  | Honshū       | 700.646   | JP-33 | Ciutat designada |
| Ōsaka      | Ōsaka      | Kansai   | Honshū       | 2.649.601 | JP-27 | Ciutat designada |
| Ōtsu       | Shiga      | Kansai   | Honshū       | 330.044   | JP-25 | Ciutat-nucli     |
| Saga       | Saga       | Kyūshū   | Kyūshū       | 239.003   | JP-41 | Ciutat especial  |
| Saitama    | Saitama    | Kantō    | Honshū       | 1.197.471 | JP-11 | Ciutat designada |
| Sapporo    | Hokkaidō   | Hokkaidō | Hokkaidō     | 1.896.704 | JP-01 | Ciutat designada |
| Sendai     | Miyagi     | Tōhoku   | Honshū       | 1.029.576 | JP-04 | Ciutat designada |
| Shinjuku   | Tōkyō      | Kantō    | Honshū       | 314.262   | JP-13 | Barri especial   |
| Shizuoka   | Shizuoka   | Chūbu    | Honshū       | 709.888   | JP-22 | Ciutat designada |
| Takamatsu  | Kagawa     | Shikoku  | Shikoku      | 417.671   | JP-37 | Ciutat-nucli     |
| Tokushima  | Tokushima  | Shikoku  | Shikoku      | 265.248   | JP-36 | Ciutat           |
| Tottori    | Tottori    | Chūgoku  | Honshū       | 199.319   | JP-31 | Ciutat especial  |
| Toyama     | Toyama     | Chūbu    | Honshū       | 420.584   | JP-16 | Ciutat-nucli     |
| Tsu        | Mie        | Kansai   | Honshū       | 287.849   | JP-24 | Ciutat           |
| Utsunomiya | Tochigi    | Kantō    | Honshū       | 508.114   | JP-09 | Ciutat-nucli     |
| Wakayama   | Wakayama   | Kansai   | Honshū       | 371.504   | JP-30 | Ciutat-nucli     |
| Yamagata   | Yamagata   | Tōhoku   | Honshū       | 254.724   | JP-06 | Ciutat especial  |
| Yamaguchi  | Yamaguchi  | Chūgoku  | Honshū       | 191.714   | JP-35 | Ciutat           |
| Yokohama   | Kanagawa   | Kantō    | Honshū       | 3.643.641 | JP-14 | Ciutat designada |